# MLC Centre
Le MLC Centre est un gratte-ciel de bureaux construit à Sydney (Australie) en 1977 et situé au 19 Martin Place.